# Малдро
Малдро (англ. Muldraugh) — город, расположенный на шоссе 31W в округах Мид и Хардин (штат Кентукки, США) и примыкающий к крупной военной базе Форт-Нокс. Согласно переписи населения 2010 года, население Малдро составляет 947 человек.

## География
По данным Бюро переписи населения США город Малдро имеет общую площадь в 1,36 квадратных километров, 100 % из которой составляет земля. Высота над уровнем моря — 225 метров. Крупнейший город штата, Луисвилл, находится в 43 километрах на северо-восток по шоссе 31W.

## Демография
По данным переписи населения 2000 года в Малдро проживали 1 298 человек, насчитывалось 519 домашних хозяйств и 319 семей. Плотность населения составила 879,2 человека на один квадратный километр. Расовый состав города по данным переписи распределился следующим образом: 82,36 % — белых, 9,94 % — афроамериканцев, 1,39 % — коренных американцев, 1,00 % — азиатов, 0,08 % — выходцев с тихоокеанских островов, 2,16 % — других народностей и 3,08 % представителей смешанных рас. Латиноамериканцы любой расы составили 7,01 % населения.
Из 519 семей, 34,7 % воспитывали детей в возрасте до 18 лет, 38,2 % были супружескими парами, живущими вместе, в 17,0 % семей женщины проживали без мужей, 38,5 % не имели семьи. 30,8 % домохозяйств имели только одного человека, 6,0 % из них составляли люди 65 лет и старше. Средний размер домашнего хозяйства составил 2,50 человек, а средний размер семьи — 3,12 человек.
Распределение по возрасту составило: 28,2 % — в возрасте до 18 лет, 13,6 % — в возрасте от 18 до 24 лет, 34,7 % — от 25 до 44 лет, 16,4 % — от 45 до 64 лет и 7,1 % — в возрасте 65 лет и старше. Средний возраст составил 29 лет. На каждые 100 женщин приходилось 104,4 мужчин.
Средний доход на одно домашнее хозяйство в городе составил 29 712 долларов США, а средний доход семьи — 31 625 долларов. Среднегодовой доход доход мужчин составил 27 955 долларов против 20 450 среднегодового дохода у женщин. Доход на душу населения в городе составил 13 318 долларов. 19,5 % от всего числа семей и 20,7 % от всей численности населения находились за чертой бедности, при этом 27,6 % из них были моложе 18 лет и 23,9 % — в возрасте 65 лет и старше.

## В популярной культуре
В одной из сцен фильма 1964 года Голдфингер фигурирует главная улица Малдро.
Малдро является одной из доступных локаций в компьютерной игре в жанре survival horror и компьютерной ролевой игры Project Zomboid, посвящённой выживанию во время зомби-апокалипсиса